# Ferenc-halom
A Ferenc-halom egy 291 méter magas hegy Budapesten, a Budai-hegység része.

## Leírása
A Kis-Hárs-hegytől dél-délkeletre található, a Budakeszi út és a Kuruclesi-völgy között. A felszíne javarészt dolomitból és dachsteini mészkőből áll. Északi lejtője, mely a Kuruclesi-völgyre néz, meredek, dél felé, a Zugligetre lankásabb. Az oldalában egykor cserkészpark létesült, aminek a helyén 1965-ben kemping épült, amit tévesen hárshegyinek neveznek.
Sokáig szinte érintetlen volt, a második világháborúban több lövészárkot ástak itt, némelyik nyoma még látható. A 2000-es években lakóparkot és hotelt építettek a környéken.

## Neve
Régi neve Faulenzer volt Palugyay Imre szerint. Mai nevét I. Ferenc magyar királyról kapta. Rupp Jakab szerint a névadó Kalmárffy Ignác volt, aki itt építtette fel a Ferenchalmi Szűz Mária-kápolnát.